# Petty Harbour–Maddox Cove
Petty Harbour–Maddox Cove ist eine Stadt, die am Ostufer der Halbinsel Avalon in der kanadischen Provinz Neufundland und Labrador liegt, mit einer Einwohnerzahl von 960. Die Bevölkerung hat dabei im Vergleich zu den vorherigen Zensus im Jahr 2011 von damals 924 Einwohnern leicht zugenommen. Die Stadt liegt etwa 15 Minuten südlich von St. John’s inmitten des Geländes Motion Bay. Sie ist etwa 200 Jahre alt, aber das Gelände wurde bereits seit 1598 ständig bewohnt. Die Siedlung geht der Ankunft der Mayflower voraus und deswegen ist Petty Harbour eine der ältesten europäischen Siedlungen in Nordamerika. Während King William’s War wurde Petty Harbour im Feldzug der Avalon von den Frankokanadiern angegriffen.